# Île Chambers
L'île Chambers est une île du lac Michigan. L'île est une île de la baie de Green Bay à environ 11 km au large de la côte de la péninsule de Door près de Gibraltar dans le Comté de Door. Elle fut nommée en l'honneur du Colonel Talbot Chambers.
L'île est occupée par deux petits lacs dont le premier (lac Mackaysee) contient deux petites îles. Depuis 1867, l'île abrite le phare qui a été désactivé en 1961; Il se trouve dans la réserve naturelle de Chambers Island Lighthouse Park créé en 1976.
l'île entière appartient à un certain nombre de personnes et de sociétés différentes, et le débarquement dans toute autre zone est considéré comme une intrusion en vertu de la loi du Wisconsin. L'aéroport de Chambers Island est situé sur l'île. Il s'agit d'un aéroport à usage privé appartenant à Chambers Island Flying Corp.

## Galerie

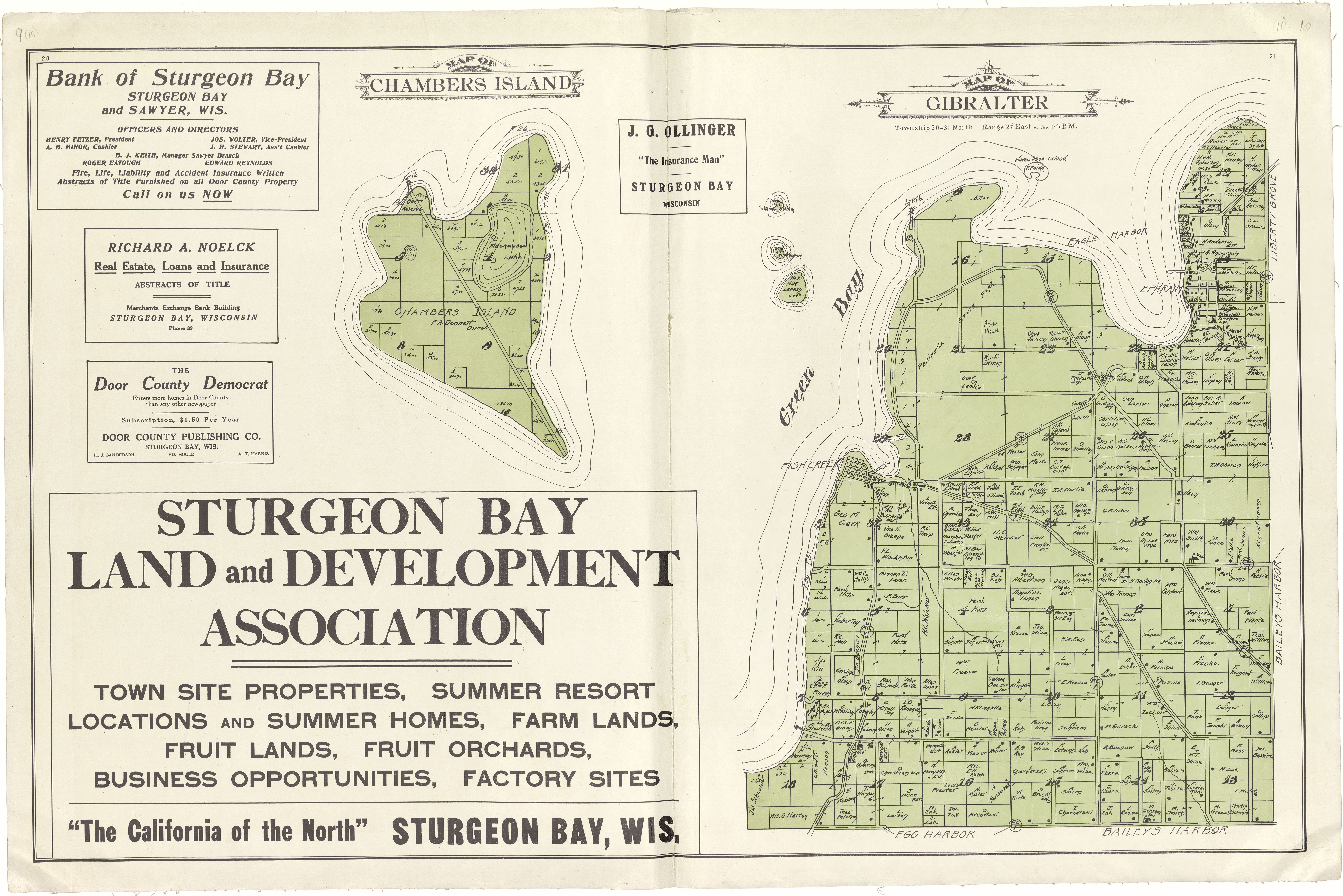
Vieux plan de l'île
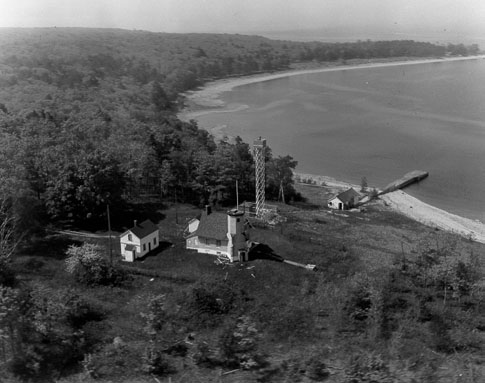
Le phare (photo USCG)